# Metapenaeopsis parapalmensis
Metapenaeopsis parapalmensis är en kräftdjursart som beskrevs av Crosnier 1994. Metapenaeopsis parapalmensis ingår i släktet Metapenaeopsis och familjen Penaeidae. Inga underarter finns listade i Catalogue of Life.